# Nergal-erisz

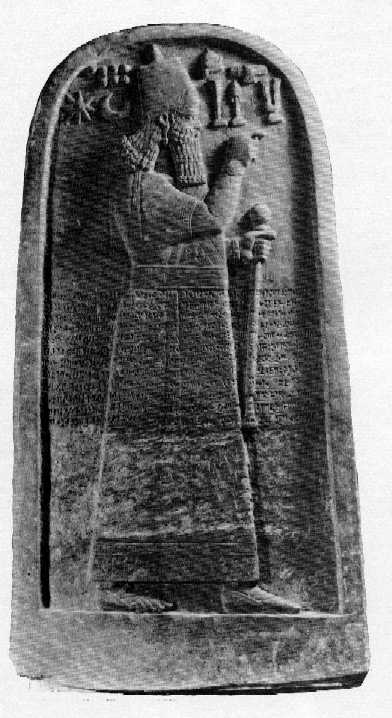
Kamienna stela Adad-nirari III z Tell al-Rimah z inskrypcją w której wzmiankowane jest królewskie nadanie ziemi dla Nergal-erisza (tę część inskrypcji w okresie późniejszym starano się usunąć)

Nergal-erisz, Nergal-eresz, Palil-eresz (akad. Nergal-ēriš, Nergal-ēreš, Palil-ēreš; w transliteracji z pisma klinowego zapisywane mdIGI.DU-APIN(-eš) i mdIGI.DU-KAM(-eš); tłum. „Nergal zapragnął”) – wysoki dostojnik, najprawdopodobniej eunuch, gubernator prowincji Rasappa za panowania asyryjskich królów Adad-nirari III (810-783 p.n.e.) i Salmanasara IV (782-773 p.n.e.). Dwukrotnie, w 803 i 775 roku p.n.e. pełnił urząd eponima (akad. limmu). W 797 r. p.n.e. Adad-nirari III królewskim dekretem uczynił go również gubernatorem Hindanu. Według inskrypcji na steli z Saba'a i steli z Tell al-Rimah otrzymał on z rąk króla Adad-nirari III duże nadania ziemi. Na steli z Saba'a nosi on już tytuły „gubernatora miast Nemed-Isztar, Apku (i) Mari, krain Rasappa (i) Qatnu, miast Dur-Duklimmu (Dur-Katlimmu), Kar-Aszurnasirpal (i) Sirqu (Terqa), krain Laqe i Hindanu, miasta Anat, krainy Suhu (i) miasta Ana-Aszur-uter-asbat (Pitru)”, z kolei na steli z Tell al-Rimah tytuły „gubernatora krain Rasappa, Laqe, Hindanu, Anat (i) Suhu, miasta Ana-Aszur-uter-asbat” z dodatkową informacją, iż król oddał mu w zarządzanie jeszcze 331 małych miast w innych regionach. Informacje o Nergal-eriszu kończą się na 775 r. p.n.e., kiedy to, jak wynika z asyryjskich list i kronik eponimów, po raz drugi został eponimem. Z faktu, iż podjęto próbę usunięcia dotyczącego go fragmentu inskrypcji ze steli z Tell al-Rimah, niektórzy uczeni wyciągają wniosek, iż w jakiś czas po 775 roku p.n.e. mógł on wypaść z łask królewskich.